# Aldege „Baz“ Bastien Memorial Award
Aldege „Baz“ Bastien Memorial Award  je každoročně udělovaná trofej pro nejlepšího brankáře jednotlivých sezon American Hockey League. Vítěze trofeje vybírají hráči AHL a novináři. Poprvé byl držitel vyhlášen po sezoně 1983/84.
Trofej nese jméno bývalého manažera klubu NHL Pittsburgh Penguins Aldege „Baz“ Bastiena. Cenu obdržela řada brankářů, kteří se později prosadili výrazně i v NHL. V roce 2002 ji obdržel český gólman Martin Prusek.

## Držitelé
| Aldege "Baz" Bastien Memorial Award - (nejlepší brankář AHL) |                      |                                |
| Sezóna                                                       | Hráč                 | Tým                            |
| 2024/25                                                      | Michael DiPietro     | Providence Bruins              |
| 2023/24                                                      | Hunter Shepard       | Hershey Bears                  |
| 2022/23                                                      | Dustin Wolf          | Calgary Wranglers              |
| 2021/22                                                      | Dustin Wolf          | Stockton Heat                  |
| 2020/21                                                      | Logan Thompson       | Henderson Silver Knights       |
| 2019/20                                                      | Kaapo Kahkonen       | Iowa Wild                      |
| 2018/19                                                      | Alex Nedeljkovic     | Charlotte Checkers             |
| 2017/18                                                      | Garret Sparks        | Toronto Marlies                |
| 2016/17                                                      | Troy Grosenick       | San Jose Barracuda             |
| 2015/16                                                      | Peter Budaj          | Ontario Reign                  |
| 2014/15                                                      | Matt Murray          | Wilkes-Barre/Scranton Penguins |
| 2013/14                                                      | Jake Allen           | Chicago Wolves                 |
| 2012/13                                                      | Niklas Svedberg      | Providence Bruins              |
| 2011/12                                                      | Yann Danis           | Oklahoma City Barons           |
| 2010/11                                                      | Brad Thiessen        | Wilkes-Barre/Scranton Penguins |
| 2009/10                                                      | Jonathan Bernier     | Manchester Monarchs            |
| 2008/09                                                      | Cory Schneider       | Manitoba Moose                 |
| 2007/08                                                      | Michael Leighton     | Albany River Rats              |
| 2006/07                                                      | Jason LaBarbera      | Manchester Monarchs            |
| 2005/06                                                      | Dany Sabourin        | Wilkes-Barre/Scranton Penguins |
| 2004/05                                                      | Ryan Miller          | Rochester Americans            |
| 2003/04                                                      | Jason LaBarbera      | Hartford Wolf Pack             |
| 2002/03                                                      | Marc Lamothe         | Grand Rapids Griffins          |
| 2001/02                                                      | Martin Prusek        | Grand Rapids Griffins          |
| 2000/01                                                      | Dwayne Roloson       | Worcester IceCats              |
| 1999/00                                                      | Martin Brochu        | Portland Pirates               |
| 1998/99                                                      | Martin Biron         | Rochester Americans            |
| 1997/98                                                      | Scott Langkow        | Springfield Falcons            |
| 1996/97                                                      | Jean Francois Labbe  | Hershey Bears                  |
| 1995/96                                                      | Manny Legace         | Springfield Falcons            |
| 1994/95                                                      | Jim Carey            | Portland Pirates               |
| 1993/94                                                      | Frederic Chabot      | Hershey Bears                  |
| 1992/93                                                      | Corey Hirsch         | Binghamton Rangers             |
| 1991/92                                                      | Felix Potvin         | St. John's Maple Leafs         |
| 1990/91                                                      | Mark Laforest        | Binghamton Rangers             |
| 1989/90                                                      | Jean Claude Bergeron | Sherbrooke Canadiens           |
| 1988/89                                                      | Randy Exelby         | Sherbrooke Canadiens           |
| 1987/88                                                      | Wendell Young        | Hershey Bears                  |
| 1986/87                                                      | Mark Laforest        | Adirondack Red Wings           |
| 1985/86                                                      | Sam St. Laurent      | Maine Mariners                 |
| 1984/85                                                      | Jon Casey            | Baltimore Skipjacks            |
| 1983/84                                                      | Brian Ford           | Fredericton Express            |